# Lenīnogorsk Qalasy
Lenīnogorsk Qalasy är ett distrikt i Kazakstan.   Det ligger i oblystet Östkazakstan, i den östra delen av landet, 900 km öster om huvudstaden Astana.